# هيرمان هانكل
هيرمان هانكل (بالألمانية: Hermann Hankel) هو عالم رياضيات ألماني.